# Canadian Premier League 2022
De Canadian Premier League 2022 was het vierde seizoen van de hoogste voetbalafdeling van Canada. Er namen net als de vorige twee seizoenen acht teams deel aan de competitie.
Pacific FC was de uittredende kampioen na hun overwinning in de seizoensfinale van 2021. Op het einde van het seizoen wist Forge FC zich voor de derde keer tot kampioen te kronen.

## Clubs
De acht clubs die deelnamen aan de vorige editie van de CPL in 2021 namen dit seizoen opnieuw deel. De competitie telde dus net als de vorige jaargang drie teams uit Ontario, twee teams uit Alberta en een ieder uit Brits-Columbia, Manitoba en Nova Scotia.
| Team            | Plaats           | Provincie      |
| --------------- | ---------------- | -------------- |
| Atlético Ottawa | Ottawa           | Ontario        |
| Cavalry FC      | Foothills County | Alberta        |
| FC Edmonton     | Edmonton         | Alberta        |
| Forge FC        | Hamilton         | Ontario        |
| HFX Wanderers   | Halifax          | Nova Scotia    |
| Pacific FC      | Langford         | Brits-Columbia |
| Valour FC       | Winnipeg         | Manitoba       |
| York United FC  | Toronto          | Ontario        |

## Competitie
De acht teams speelden ieder viermaal tegen elkaar om zo tot een klassement op basis van 28 wedstrijden te komen. Op het einde van de reguliere competitie stoten de vier hoogst gerangschikte teams door naar de eindronde.
| Nr. | Club             | GS | W  | G  | V  | DV | DT | DS  | PTN |
| --- | ---------------- | -- | -- | -- | -- | -- | -- | --- | --- |
| 1.  | Atlético Ottawa  | 28 | 13 | 10 | 5  | 36 | 29 | +7  | 49  |
| 2.  | Forge FC         | 28 | 14 | 5  | 9  | 47 | 25 | +22 | 47  |
| 3.  | Cavalry FC       | 28 | 14 | 5  | 9  | 39 | 33 | +6  | 47  |
| 4.  | Pacific FC       | 28 | 13 | 7  | 8  | 36 | 33 | +3  | 46  |
| 5.  | Valour FC        | 28 | 10 | 7  | 11 | 36 | 34 | +2  | 37  |
| 6.  | York United FC   | 28 | 9  | 7  | 12 | 31 | 37 | -6  | 34  |
| 7.  | HFX Wanderers FC | 28 | 8  | 5  | 15 | 24 | 38 | -14 | 29  |
| 8.  | FC Edmonton      | 28 | 4  | 8  | 16 | 31 | 51 | -20 | 20  |

Atlético Ottawa wist voor het eerst in zijn geschiedenis de eerste plaats te halen in het algemeen klassement.

## Eindronde
Na de reguliere competitie werden er ter bepaling van de kampioen halve finales afgewerkt tussen enerzijds de nummers 1 en 4 en anderzijds de nummers 2 en 3, gevolgd door een finale. Daarbij had in iedere match het hoogst gerangschikte team uit de reguliere competitie het thuisvoordeel in de beslissende terugmatch.

### Halve finales
Heenmatchen (15 oktober)
- Pacific FC 0–2 Atlético Ottawa
- Cavalry FC 1–1 Forge FC

Terugmatchen (23 oktober)
- Atlético Ottawa 1–1 Pacific FC (Atlético Ottawa wint cumulatief met 3–1)
- Forge FC 2–1 Cavalry FC (Forge FC wint cumulatief met 3–2)

### Finale
Forge FC bereikte voor de vierde maal op rij de finale. Voor Atlético Ottawa was het de eerste Premier League-finale uit de clubgeschiedenis. In de door 14.992 toeschouwers bijgewoonde finale te Ottawa won Forge FC uiteindelijk van thuisploeg Atlético met 0–2.
- 30 oktober 2022: Atlético Ottawa 0–2 Forge FC

2019 · 2020 · 2021 · 2022 · 2023 · 2024